# Nico Holonics
Nico Holonics (* 23. Dezember 1983 in Gera) ist ein deutscher Schauspieler.

## Leben
Im Alter von acht Jahren wurde Holonics Mitglied im Leipziger Gewandhaus-Kinderchor, wo er später auch im Gewandhauschor bis 2003 als Ensemblemitglied tätig war. Dort wirkte er in Konzerten unter Kurt Masur, Herbert Blomstedt und Giuseppe Sinopoli mit.
Von 2003 bis 2007 studierte Nico Holonics an der Hochschule für Schauspielkunst „Ernst Busch“ Berlin bei Prof. Bernd Kunstmann, Sylvester Groth und Angelika Waller.
Sein erstes Theater-Engagement führte ihn an das Staatsschauspiel Dresden, wo er in Holk Freytags Inszenierung von „Faust II“ mitspielte. Ab 2007 war er für drei Jahre festes Ensemblemitglied am Münchner Volkstheater. Dort war er unter anderem in „Don Karlos“ und „Richard III.“ zu sehen und wurde 2010 für seine Darstellung in „Richard III.“ (Regie: Christian Stückl) mit dem Bayerischen Kunstförderpreis ausgezeichnet und zum Nachwuchsschauspieler des Jahres gewählt.
Mit dem Intendantenwechsel an den Münchner Kammerspielen im Oktober 2010 wechselte Holonics an dieses Haus, wo er mit Johan Simons, Karin Henkel und Susanne Kennedy arbeitete.
2012 ging Nico Holonics nach Frankfurt am Main, wo er bis 2017 festes Ensemblemitglied am Schauspiel Frankfurt war.
Michael Thalheimer, Stefan Kimmig, Andreas Kriegenburg und Ulrich Rasche arbeiteten dort unter anderem mit ihm zusammen.
Von 2017 bis 2023 war er festes Ensemblemitglied des neuen Berliner Ensembles unter der Leitung von Oliver Reese, wo er weiterhin als Gast spielen wird.
In der neuen Dreigroschenoper-Inszenierung von Barrie Kosky ist Nico Holonics seit 2022 in der die Titelrolle Mackie Messer zu sehen.
Neben zahlreichen Arbeiten fürs Fernsehen gibt Holonics 2023 sein Kino-Debüt und arbeitete erstmals mit Matthias Glasner in dessen Kinofilm „Sterben“ zusammen.
Er liest außerdem viel für den Rundfunk und produziert Hörbücher.
Holonics unterrichtet als freier Dozent am Mozarteum Salzburg, der Hochschule für Musik und darstellende Kunst Frankfurt und der Hochschule für Schauspielkunst „Ernst Busch“ Berlin.

## Theater (Auswahl)
- 2007: Faust II (Regie: Holk Freytag) Staatsschauspiel Dresden
- 2007: Don Karlos (Regie: Christian Stückl) Münchner Volkstheater
- 2008: Richard III. (Regie: Christian Stückl) Münchner Volkstheater
- 2009: Leonce und Lena (Regie: Hannah Rudolph) Münchner Volkstheater
- 2010: Sommergäste/Nachtasyl (Regie: Karin Henkel) Münchner Kammerspiele
- 2010: Hotel Savoy (Regie: Johan Simons) Münchner Kammerspiele
- 2011: Die Perser (Regie: Johan Simons) Münchner Kammerspiele
- 2011: They shoot horses, don’t they? (Regie: Susanne Kennedy) Münchner Kammerspiele
- 2012: E la nave va (Regie: Johan Simons) Münchner Kammerspiele
- 2012: Faust II (Regie: Günther Krämer) Schauspiel Frankfurt
- 2012: Das Käthchen von Heilbronn (Regie: Philipp Preuß) Schauspiel Frankfurt
- 2013: Kleiner Mann, was nun? (Regie: Michael Thalheimer) Schauspiel Frankfurt
- 2013: Die Möwe (Regie: Andreas Kriegenburg) Schauspiel Frankfurt
- 2013: Die Nibelungen (Regie: Jorinde Dröse) Schauspiel Frankfurt
- 2013: Der Idiot (Regie: Stephan Kimmig) Schauspiel Frankfurt
- 2014: Gefährliche Liebschaften (Regie: Amélie Niermeyer) Schauspiel Frankfurt
- 2015: Die Blechtrommel (Regie: Oliver Reese) Schauspiel Frankfurt
- 2015: Dantons Tod (Regie: Ulrich Rasche) Schauspiel Frankfurt
- 2015: Was ihr wollt (Regie: Jorinde Dröse) Schauspiel Frankfurt
- 2015: Der Zerbrochene Krug (Regie: Oliver Reese) Schauspiel Frankfurt
- 2015: Terror (Regie: Oliver Reese) Schauspiel Frankfurt
- 2016: Schuld und Sühne (Regie: Bastian Kraft) Schauspiel Frankfurt
- 2016: Der Sturm (Regie: Andreas Kriegenburg) Schauspiel Frankfurt
- 2016: Safe Places (Regie: Falk Richter) Schauspiel Frankfurt
- 2017: Der Kaukasische Kreidekreis (Regie: Michael Thalheimer) Berliner Ensemble
- 2018: Panikherz (Regie: Oliver Reese) Berliner Ensemble
- 2018: Ballroom Schmitz (Regie: Barbara Bürk, Clemens Sienknecht) Berliner Ensemble
- 2018: Die Verdammten (Regie: David Bösch) Berliner Ensemble
- 2019: Othello (Regie: Michael Thalheimer) Berliner Ensemble
- 2020: Drei Mal Leben (Regie: Andrea Breth) Berliner Ensemble
- 2021: Dreigroschenoper (Regie: Barrie Kosky) Berliner Ensemble

## Film (Auswahl)
- 2010: Das Weite suchen (RBB)
- 2012: Meeresstille (Julex Filmproduktion)
- 2013: Männertreu (ARD)
- 2015: Kaltfront (ARD)
- 2016: Tatort: Die Geschichte vom bösen Friederich (ARD)
- 2017: Tatort: Land in dieser Zeit (ARD)
- 2017: Der Traum von der Neuen Welt (Arte)
- 2019: Julia Durant ermittelt (Fernsehserie, SAT1, 1 Folge)
- 2021: Das Quartett: Die Tote vom Balkon (ZDF)
- 2023: SOKO Leipzig (Fernsehserie, Folge Aus deutschen Landen, ZDF)
- 2023: Sterben (Kino)
- 2024: Reset – Wie weit willst du gehen?
- 2024: Informant – Angst über der Stadt (Fernsehserie, ARD)
- 2025: Ein ganz großes Ding (Fernsehfilm, ZDF)

## Hörspiele
- 2007: Wolfgang Zander: Big Jump oder Charlotte träumt – Regie: Beatrix Ackers (Kinderhörspiel – DKultur)
- 2014: Michela Murgia: Accabadora – Bearbeitung und Regie: Uwe Schareck (Kriminalhörspiel – WDR)

## Lesung
- 2021: Fabian und der Gang vor die Hunde, ungekürzte Urfassung von Erich Kästners Roman Fabian[2]
- 2022: Die Schwarze Rose von Dirk Schümer, Regie: Uli Lampen, ungekürzt 25:19h, SWR2 2022[3]